# اتحاد چپ کارگری ایران
اتحاد چپ کارگری ایران یک حزب چپ‌گرای افراطی ایرانی در تبعید است. این گروه خود را اتحادی از سازمان کارگران انقلابی ایران (راه کارگر)، اتحادیه کمونیست فدراسیون ایران، سوسیالیسم و گرایش به انقلاب، کمپین همبستگی با کارگران ایرانی، فعالان اقلیت فدایی توصیف می‌کند.